# هم‌رزمان: راه تپه شماره ۳۰
هم‌رزمان: راه تپه شماره ۳۰ (به انگلیسی Brother in Arms: Road to Hill ۳۰) عنوان یک بازی موفق ویدئویی است که توسط شرکت بازی سازی جارباکس ساخته و در سال ۲۰۰۵ توسط یوبی سافت برای ویندوز، پلی استیشن ۲ و ایکس باکس انتشار یافته‌است. دنباله این بازی اول شخص یعنی هم‌رزمان: حاصل خون در همین سال عرضه شد.

## گیم پلی
این بازی به سبک اکشن اول شخص در ارتباط با جنگ جهانی دوم ساخته شده‌است.

## شخصیت اصلی بازی
مت بیکر (به انگلیسی Matt Baker)